# Chlororithra fea
Chlororithra fea är en fjärilsart som beskrevs av Butler 1889. Chlororithra fea ingår i släktet Chlororithra och familjen mätare. Inga underarter finns listade i Catalogue of Life.